# Anna Mayr (Politikerin)
Anna Mayr (* 26. September 1922 in Hard; † 5. März 1966 ebenda) war eine österreichische Politikerin (SPÖ), Gemeindeangestellte sowie Diplom-Krankenschwester. Sie war von 1959 bis 1966 Abgeordnete zum Vorarlberger Landtag.

## Ausbildung und Beruf
Mayr besuchte die Volksschule und eine Krankenpflegeschule, wobei sie das Staatsexamen als Diplomkrankenschwester absolvierte. Sie arbeitete während des Zweiten Weltkriegs im Lazarettdienst und war von 1951 bis 1966 als Fürsorgeschwester bei der Gemeinde Hard beschäftigt.

## Politik und Funktionen
Mayr engagierte sich als Mitglied der Gewerkschaft der Gemeindebediensteten und war Mitglied des Frauenreferates des Österreichischen Gewerkschaftsbundes der Landesexekutive Vorarlberg. Sie wurde am 29. Oktober 1959 als Abgeordnete des Wahlbezirkes Bregenz angelobt und gehörte bis zu ihrem Tod dem Landtag an. Gemeinsam mit der ÖVP-Abgeordneten Elfriede Blaickner war Anna Mayr die erst weibliche Landtagsabgeordnete im Vorarlberger Landtag. Sie war Mitglied im Sozialpolitischen Ausschuss und zeitweise dessen Stellvertretende Vorsitzende und ab 1964 auch Mitglied im Erziehungs- und Volksbildungsausschuss.
Mayr war neben ihrer Tätigkeit als Landtagsabgeordnete von 1960 bis 1965 auch Mitglied der Gemeindevertretung von Hard sowie Mitglied des Fürsorge- und Sanitätsausschusses, von 1965 bis zu ihrem Tod war die in der Folge Ersatzmitglied der Gemeindevertretung, Mitglied des Geschworenen- und Schöffensenates sowie Mitglied des Fürsorge- und Sanitätsausschusses. Sie war innerparteilich als Mitglied der Landesparteileitung der SPÖ Vorarlberg und Mitglied des SPÖ-Landesfrauenkomitees aktiv, war bis März 1962 Ortsparteikassierin der SPÖ Hard gewesen und von 1962 bis 1966 auch Vorsitzende der SPÖ Ortsgruppe Hard.

## Privates
Anna Mayr wurde als Tochter des Schneiders Paul Mayr und dessen Gattin Agatha Mayr, geborene Theiner, geboren. Sie war zeit ihres Lebens unverheiratet und kinderlos.